# Sukhoi Su-75 Checkmate
El Sukhoi Su-75 "Jaque mate" (en ruso: Сухой Су-75; LTS, abreviatura de Light Tactical Aircraft en ruso), es un avión de combate furtivo de quinta generación de un solo motor que Sukhoi está desarrollando para la exportación y para las Fuerzas Aeroespaciales Rusas.

## Desarrollo
Se presentó una maqueta estática en el espectáculo aéreo MAKS 2021 con la asistencia del presidente de Rusia, Vladímir Putin. El vuelo inaugural del Checkmate se programó por primera vez para 2023 y luego se retrasó hasta 2024, retrasándose nuevamente hasta el 2025, con entregas iniciales previstas para 2026-2027. El Checkmate está diseñado para ser de bajo costo y para la exportación, y puede competir con los aviones Lockheed Martin F-35 Lightning II y Shenyang FC-31. Se prevé que la producción sea de 300 aviones durante 15 años. 
Según el director ejecutivo de Rostec, Sergei Chemezov, se espera que el LTS Checkmate cueste entre 25 y 30 millones de dólares estadounidenses cada uno.
El 14 de noviembre de 2021, se informó que la producción de varios prototipos del Checkmate había comenzado en la planta de aviones de Komsomolsk-on-Amur, donde se fabrica el Sukhoi Su-57.
El desarrollo del Su-75 Checkmate podría retrasarse debido a las sanciones internacionales a Rusia, y Rusia no podría importar semiconductores y equipos de mecanizado de alta tecnología de la Unión Europea. Las posibles ventas de exportación también se estancaron porque Rusia no puede comerciar con dólares estadounidenses.
El 16 de agosto de 2022, United Aircraft Corporation informó que planea construir cuatro prototipos del Su-75 Checkmate, con pruebas de vuelo previstas para 2024.

## Diseño
El Su-75 Checkmate tiene una entrada sin desviador, una cola en forma de V y bahías de armas internas, todas características destinadas a reducir la firma del radar. El área del ala parece grande, lo que ha sido interpretado por el corresponsal David Axe en el sentido de que Sukhoi diseñó el caza para volar y participar en combates a gran altura, 12000 metros o más.
El avión SU-75 posee el sistema MATROSHKA de control de sistema de vuelo, además el nuevo sistema HIBINY-M e HIMALAYA-M ambos modernizados en el año 2019 en seguridad de radar, electromagnética y de telecomunicaciones
La entrada ventral angular, que envuelve la sección inferior del morro, comparte características con un concepto de diseño de entrada supersónica sin desviador (DSI) introducido por primera vez en el avión Boeing X-32. Una entrada supersónica sin desviador (DSI) es mecánicamente simple; DSI puede reducir el costo en comparación con diseños de entrada más complejos, como el Boeing F-15 y el Sukhoi Su-27. En lugar de estabilizadores horizontales y verticales separados con timones y elevadores móviles, el caza Su-75 tiene “timones” similares a los del Northrop Grumman YF-23. Los Ruddervators requieren que Sukhoi desarrolle sofisticados sistemas de control de vuelo, ya que la funcionalidad no existe en los cazas Su-35 y Su-57.
Según los diseñadores del avión, el Checkmate está diseñado para volar con un alcance de hasta 3000 km (1864 mi), transportar una carga útil de hasta 7400 kg (16 314 lb) y alcanzar velocidades desde Mach 1,8 hasta Mach 2. El caza también cuenta con una bahía de armas interna con cinco misiles y un cañón automático.

## Variantes
Según los informes, se está desarrollando una variante no tripulada, se puede desarrollar una versión de entrenador de dos asientos si se solicita, y también se está considerando una versión basada en portaaviones.

## Operadores potenciales
Rostec anticipa que India y Vietnam se convertirán en los principales destinos de exportación de la aeronave, y el mercado africano también muestra interés. Sukhoi tiene como objetivo exportar 300 aviones Su-75 Checkmate a países africanos en los próximos 15 años. El avión también se ha lanzado para la exportación a Turquía, India, Arabia Saudita y los Emiratos Árabes Unidos.
En SITDEF-2021, Alexander Mikheev, director general de exportación de productos de Rosoboronexport, afirmó que había interés en el Su-75 en varios países de América del Sur.